# Hans Friedrich (gimnastyk)
Hans Friedrich (ur. 9 stycznia 1924) – austriacki gimnastyk, uczestnik Igrzysk Olimpijskich w 1948 w Londynie i Igrzysk Olimpijskich w 1952 w Helsinkach.

## Kariera

### Igrzyska Olimpijskie 1948
W Londynie Friedrich wystąpił w wieloboju gimnastycznym, który ukończył na 59. miejscu (na 123 zawodników). Najlepszym wynikiem w pojedynczej konkurencji była 29. lokata w ćwiczeniach na podłodze.

### Igrzyska Olimpijskie 1952
W Helsinkach austriacki gimnastyk zanotował znacznie słabszy występ, zawody ukończył na 180. miejscu na 185 gimnastyków dwa razy również notował najsłabsze występy w pojedynczych konkurencjach, najlepszą jego lokatą w konkurencji było 54. miejsce na drążku.